# Nick Poloniato
Nicholas Poloniato, noto Nick (Hamilton, 20 luglio 1987) è un bobbista canadese.

## Biografia
Cresciuto sportivamente presso la Bishop's University di Sherbrooke, prima di dedicarsi al bob Poloniato era un giocatore di football canadese, avendo militato nei Bishop's Gaiters, squadra che partecipa abitualmente al campionato universitario canadese (U Sports). 
Sfumate le possibilità di intraprendere la carriera nella Canadian Football League, anche a causa di un grave infortunio alla gamba occorsogli nel 2011, nel 2012 Poloniato decise di dedicarsi al bob e dal 2013 fa parte della squadra nazionale canadese nel ruolo di pilota. Debuttò in Coppa Nordamericana a marzo del 2013, disputando la sua miglior stagione nel 2015/16, quando si aggiudicò la classifica generale nel bob a due e nella combinata maschile e terminò secondo nel bob a quattro.
Esordì in Coppa del Mondo nella stagione 2014/15, il 19 dicembre 2014 a Calgary, piazzandosi al diciottesimo posto nel bob a due; detiene quale miglior risultato in una tappa di coppa il quarto posto ottenuto in due occasioni nella specialità biposto, mentre in classifica generale ha raggiunto al massimo il nono posto nel bob a due, il sedicesimo nel bob a quattro e il dodicesimo nella combinata, tutti colti al termine della stagione 2017/18.
Ha partecipato ai Giochi olimpici invernali di Pyeongchang 2018, piazzandosi al settimo posto nel bob a due e al dodicesimo nella gara a quattro.
Prese inoltre parte a quattro edizioni dei campionati mondiali, vincendo la medaglia d'argento nella competizione a squadre a Whistler 2019, gareggiando in coppia con Keefer Joyce nella frazione del bob a due maschile; in quella stessa edizione ottenne anche il ventiduesimo posto nel bob a quattro, suo miglior risultato, mentre nel bob a due riuscì a cogliere la quinta piazza nella rassegna iridata di Schönau am Königssee 2017.

## Palmarès

### Mondiali
- 1 medaglia:
  - 1 argento (gara a squadre a Whistler 2019).

### Coppa del Mondo
- Miglior piazzamento in classifica generale nel bob a due: 9º nel 2017/18;
- Miglior piazzamento in classifica generale nel bob a quattro: 16º nel 2017/18;
- Miglior piazzamento in classifica generale nella combinata: 12º nel 2017/18.

### Circuiti minori

#### Coppa Europa
- Miglior piazzamento in classifica generale nel bob a due: 24º nel 2015/16 e nel 2018/19;
- Miglior piazzamento in classifica generale nel bob a quattro: 14º nel 2018/19;
- Miglior piazzamento in classifica generale nella combinata maschile: 17º nel 2018/19;
- 1 podio (nel bob a quattro):
  - 1 vittoria.

#### Coppa Nordamericana
- Vincitore della classifica generale nel bob a due nel 2015/16;
- Miglior piazzamento in classifica generale nel bob a quattro: 2º nel 2015/16;
- Vincitore della classifica generale nella combinata maschile nel 2015/16;
- 19 podi (13 nel bob a due, 6 nel bob a quattro):
  - 6 vittorie (5 nel bob a due, 1 nel bob a quattro);
  - 5 secondi posti (tutti nel bob a due);
  - 8 terzi posti (3 nel bob a due, 5 nel bob a quattro).